# Fábio Magalhães
Fábio Ramos Magalhães, más conocido como Fábio Magalhães, (Lisboa, 12 de marzo de 1988) es un jugador de balonmano portugués que juega de lateral izquierdo o central en el FC Oporto de la Andebol 1. Es internacional con la selección de balonmano de Portugal.
Su primer gran campeonato con la selección fue el Campeonato Europeo de Balonmano Masculino de 2020.

## Palmarés

### Sporting CP
- Copa de Portugal de balonmano (3): 2012, 2013, 2014
- Supercopa de Portugal de balonmano (1): 2014
- EHF Challenge Cup (1): 2010

### Oporto
- Andebol 1 (4): 2019, 2021, 2022, 2023
- Copa de Portugal de balonmano (2): 2019, 2021
- Supercopa de Portugal de balonmano (1): 2019

## Clubes
| Club            | País     | Año         |
| --------------- | -------- | ----------- |
| ABC Braga       | Portugal | 2006 - 2009 |
| Sporting CP     | Portugal | 2009 - 2016 |
| Madeira SAD     | Portugal | 2016 - 2017 |
| C' Chartres MHB | Francia  | 2017 - 2018 |
| FC Oporto       | Portugal | 2018 - Act. |